# Autostrada A33 (Portugalia)
Autostrada A33 (port. Autoestrada A33, Circular Regional Interior da Península de Setúbal (CRIPS) Auto-Estrada do Baixo Tejo) – autostrada w środkowej Portugalii, przebiegająca przez dystrykt Setúbal.
Autostrada zaczyna się w Alcochete i biegnie dalej przez Moita do Coina.